# Киши Шыган
Киши Шыган (каз. Кіші Шаған) — село в Панфиловском районе Жетысуской области Казахстана. Входит в состав Улькеншыганского сельского округа. Находится примерно в 6 км к востоку от города Жаркент. Код КАТО — 195655400.

## Население
В 1999 году население села составляло 2805 человек (1392 мужчины и 1413 женщин). По данным переписи 2009 года, в селе проживали 2654 человека (1320 мужчин и 1334 женщины).